# Strongylodon celebicus
Strongylodon celebicus là một loài thực vật có hoa trong họ Đậu. Loài này được Huang miêu tả khoa học đầu tiên.